# Sea Life Sydney Aquarium

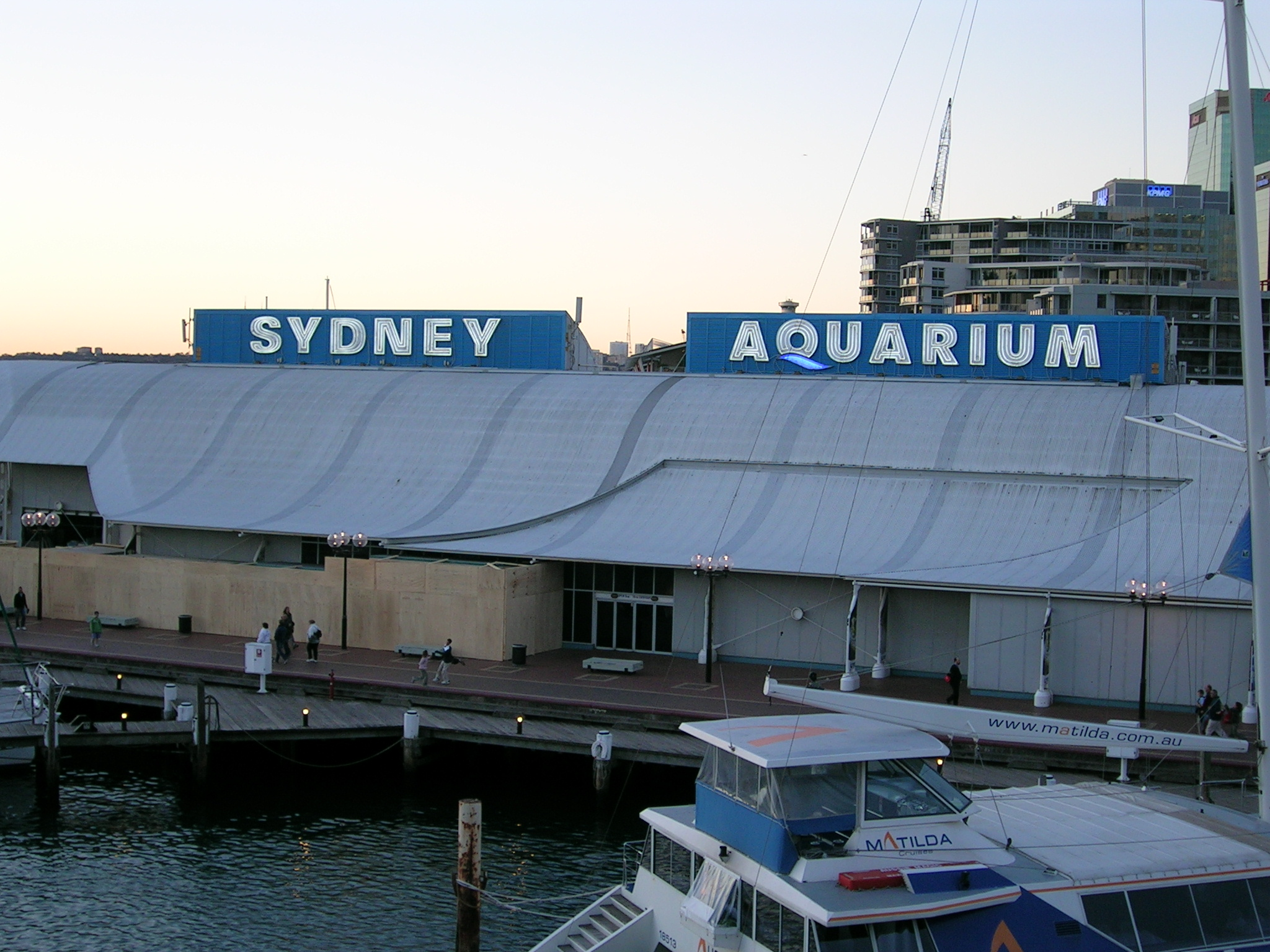
Aquário de Sydney

O Sea Life Sydney Aquarium até 2012 conhecido como Sydney Aquarium é um aquário público localizado na cidade de Sydney, Nova Gales do Sul, Austrália.  Está localizado ao leste do distrito comercial central de Sydney no Darling Harbour.
No aquário, encontra-se uma extensa variedade de seres vivos aquáticos australianos, chegando a ter mais 650 espécies e mais de 6 mil peixes e outros animais aquáticos de toda a Austrália.
O Sydney Aquarium (Aquário de Sydney) foi aberto em 1988, durante as comemorações do Bicentenário australiano. É um dos maiores aquários do mundo, sendo considerado uma das maiores atrações turísticas da cidade com mais de 55% de seus visitadores vindos de outros países.
Planeja-se incorporar às atrações do aquário uma exibição de crocodilos, em 2008.

## Resumo das exibições

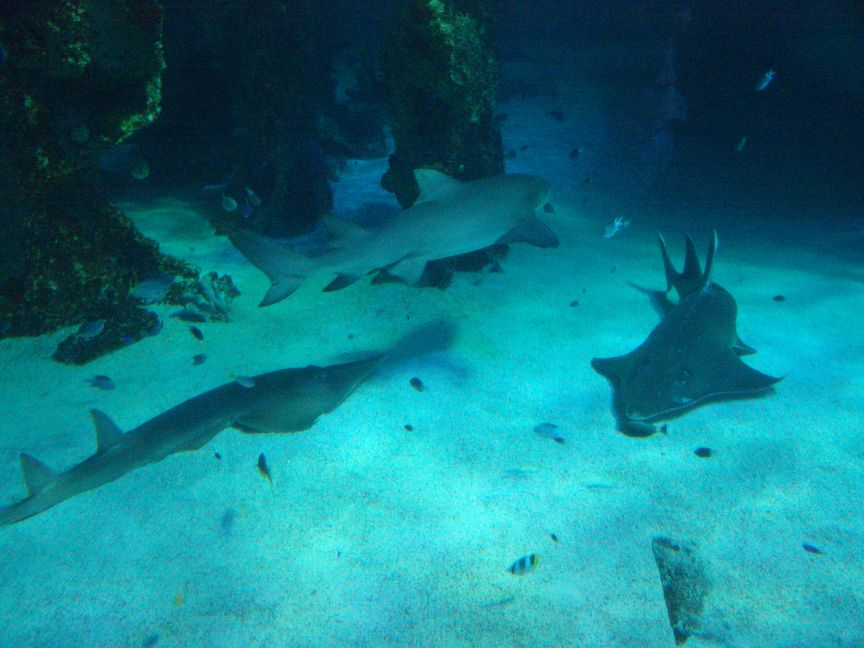
Tubarões

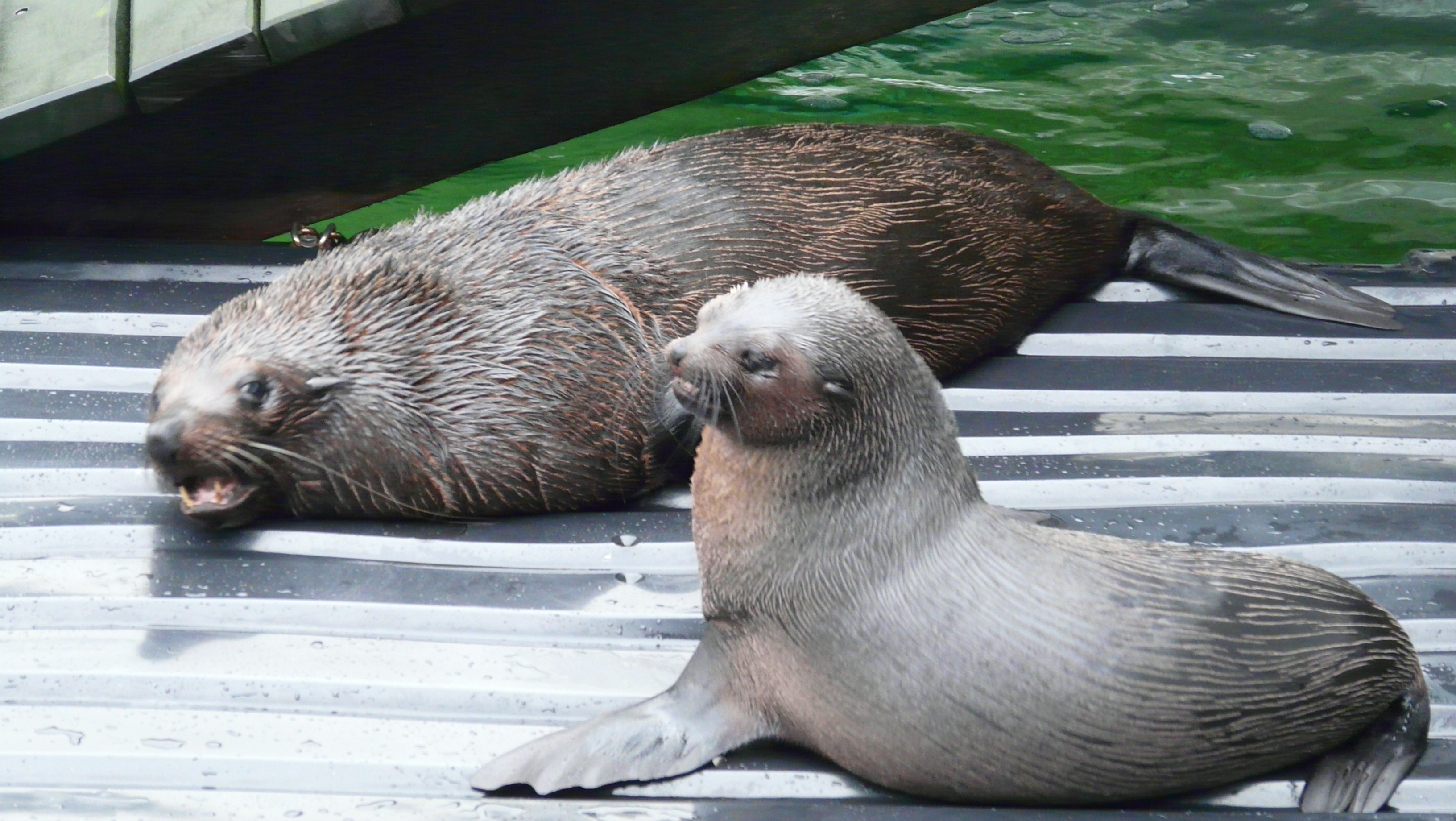
Focas no Santuário, 2008

O Aquário de Sydney é dividido nas seguintes áreas de exibição:
- Rios do Sul
  - Habitat dos Ornitorrincos
  - Murray-Darling sistema de rios
- Rios do Norte
  - Crocodilos de Água Salgada
  - Barramundi
- Lagoa da Sereia (Mermaid Lagoon)
  - Dugong
- Oceano do Sul
  - Habitat dos Pingüins Pequenos
  - Porto de Sydney
  - Oceanário Mar Aberto
- Oceano do Norte
  - Oceanário Grande Barreira de Corais

## História e detalhes

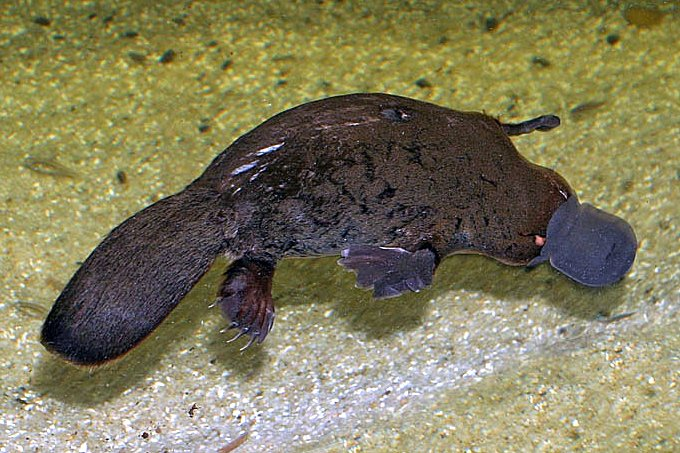
Um ornitorrinco no Aquário de Sydney.

O aquário foi planejado por arquitetos australianos para lembrar uma grande onda e levou dois anos para ser construído.
O Aquário de Sydney apresenta temas e exibições australianas distintas, o que leva os visitantes através dos caminhos aquáticos e dos ecossistemas marítimos do continente australiano. As exibições englobam os rios da Austrália, explorando os habitats dos Rios do Sul e do Norte, assim como dos oceanos do país - através dos habitats dos Oceanos do Sul e do Norte -, enfatizando,assim, a natureza frágil e complexa dos vários ambientes australianos.
Algumas apresentações estão no principal hall de exibição, outras estão em oceanários flutuantes.  O Santuário das Focas compreende dois grandes oceanários que se encontram entre os maiores do mundo e têm túneis submarinos permitindo os visitantes a examinar a vida marinha de perto. No Oceanário Mar Aberto, o aquário abriga a maior coleção de tubarões em cativeiro. Alguns deles chegam a pesar até 300 kg e medem mais de 3 metros.
Em dezembro de 1991, o primeiro Santuário de Focas foi aberto was.  Desde então, o Aquário de Sydney tem melhorado suas instalações. Um novo oceanário para focas foi aberto em setembro de 2003. Este Santuário das Focas apresenta uma grande diversidade de focas da região.
Em outubro de 1998, o complexo da Grande Barreira de Coral foi aberto compreendendo uma piscina tropical, uma caverna de corais vivos, atol de corais e o Oceanário da Grande Barreira de Corais.  Mais de 6 mil animais estão abrigados  no oceanário que contém 2,6 milhões de litros de água bombeada do Darling Harbour, filtrada e aquecida antes de ser levada aos tanques. A temperatura da água é mantida a 25°C.  O Oceanário tem uma área total de 370 m² e uma profundidade de 3,5 m.
Em 2008 o santuário das focas foi fechado e as focas foram mandadas para o Sea World, Costa de Ouro, Austrália. O santuário foi então renovado e reaberto como Mermaid Lagoon em dezembro do mesmo ano. O Mermaid Lagoon é o novo lar de Pig e Wuru, dugongues que perteciam ao Sea World da Costa do Ouro, onde devem permanecer permanentemente. O Mermaid Lagoon tem uma área para visita acima da água, assim como túneis subaquáticos. Outros animais como arraias, tubarões e dúzias de espécies de peixes são mantidos no oceanário. 

## Pesquisa e conservação
O Aquário de Sydney fornece e/ou recebe assistência de isntituições de pesquisas, incluindo a Universidade de Sydney, a Universidade de Nova Gales do Sul, a La Trobe University, Indiana University, o Australian Museum, Queensland National Parks and Wildlife Service e o New South Wales Fisheries Research Institute.
O Aquário assiste fornecendo instalações para os animais usados em muitas pesquisas realizadas por essas organizações. Nos últimos anos, o aquário vem participando nas tarefa de marcar as tartarugas marinhas, coletar e manter invertebrados para pesquisa. Outros projetos incluem poluição marinha por metais pesados e a catalogação da longevidade das arraias batóides.
Em dezembro de 2007, um barco com fundo de vidro começou a operar fornecendo aos visitantes um tour pelo tanque das barreiras de corais.
Em março de 2012, a Merlin Entertainments, proprietária do Sydney Aquarium, anunciou que seriam gastos 10 milhões de dólares na reforma das instalações. Como parte do processo, o aquário será rebatizado como Sea Life Centre, reabrindo em Setembro de 2012.